# Rue des Fleurs (Toulouse)
Pour l’article homonyme, voir Rue des Fleurs.
La rue des Fleurs (en occitan : carrièra de las Flors) est une rue du centre historique de Toulouse, en France. Elle se situe au cœur du quartier Saint-Étienne, dans le secteur 1 de la ville, et appartient au secteur sauvegardé de Toulouse.
Le site de la rue est l’un des lieux de passage des anciens remparts, et à proximité de l’une des principales portes de la ville et du Château Narbonnais (emplacement de l'actuel Palais de justice de Toulouse). Les maisons actuelles se trouvent en effet entre l'ancienne enceinte romaine et celle du Moyen Âge.

## Toponymie

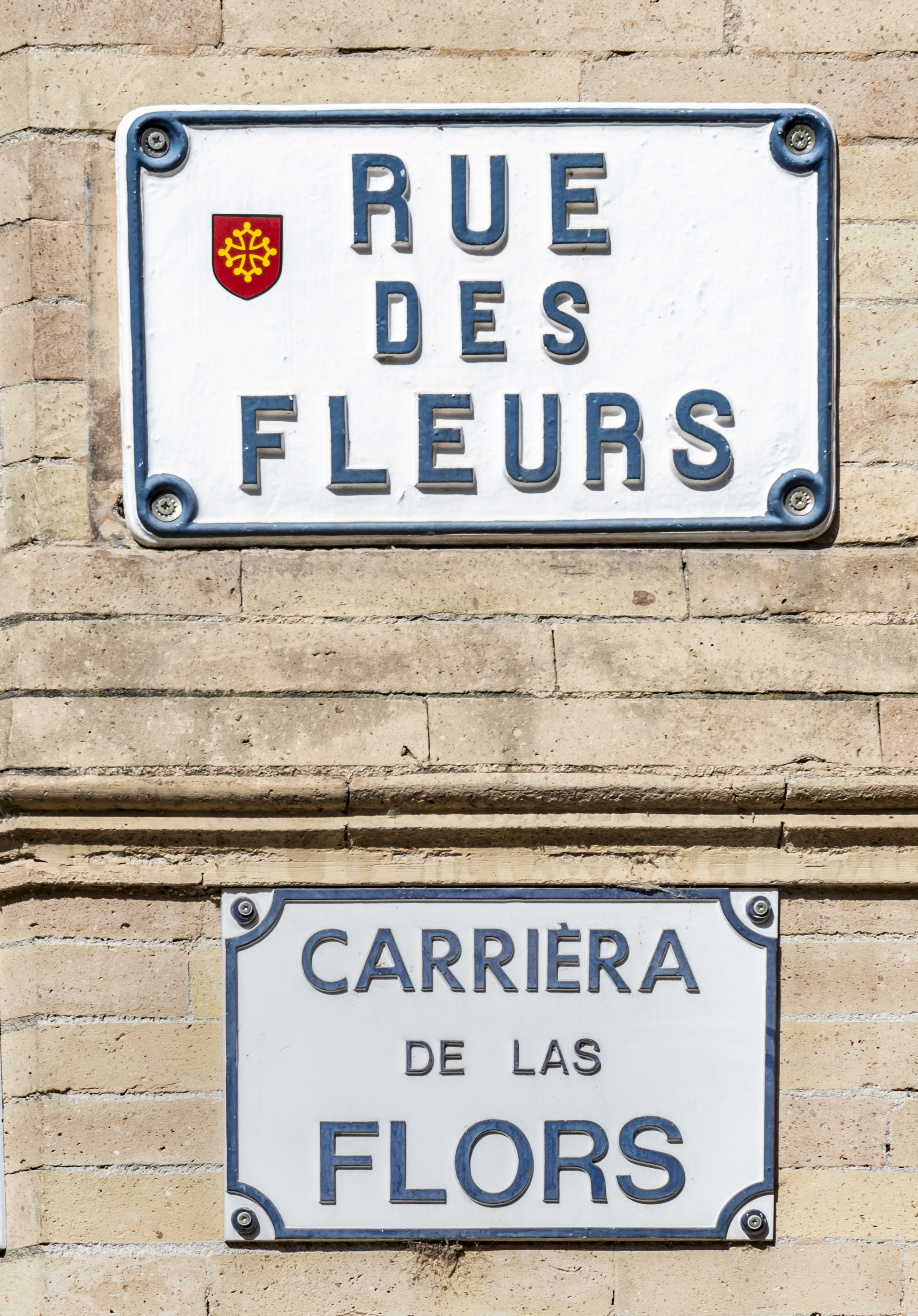
Plaques de rue en français et en occitan.

L'origine du nom de la rue des Fleurs est obscure, quoique les premières mentions soient anciennes et remontent au milieu du XIVe siècle. Il pourrait s'agir des fleurs de lys, symboles du roi de France dont les représentants, sénéchal et viguier, logeaient dans la rue. On trouve également le nom de rue des Francimandes, particulièrement entre la fin du XVIe siècle et le XVIIIe siècle, à cause d'Antoinette Pauline, surnommée la Francimande ou « la Française » (francimanda en occitan), qui y possédait une maison (actuel no 18). En 1794, pendant la Révolution française, la rue porta quelque temps le nom de rue de la Véhémence.

Le poète toulousain Florentin Ducos, mainteneur de l'Académie des Jeux floraux, attribuait une partie de sa vocation au fait d'être né dans cette rue : 

« Au reste M. Ducos vous prouvera qu'il était prédestiné à être poète : "Jugez-en, vous dira-t-il avec une bonhomie charmante. Je suis né en floréal à Toulouse, rue des Fleurs ; je m'appelle Florentin ; j'ai conquis les fleurs des concours dans tous les genres de poésie et je suis mainteneur des Jeux floraux. Je ne pouvais mentir à ma vocation." Et il a suivi sans résistance le cours naturel de ses destinées. »

## Description
La rue des Fleurs est une voie publique située dans le centre-ville de Toulouse. Cette rue naît à l'angle sud-est de la place du Salin. La largeur de la est variable, entre 4 et 9 mètres. Elle reçoit la rue des Azes par la gauche, puis se termine au croisement de la rue Antoine-Darquier.

## Voies rencontrées
La rue des Fleurs rencontre les voies suivantes, dans l'ordre des numéros croissants (« g » indique que la rue se situe à gauche, « d » à droite) :
1. Place du Salin
2. Rue des Azes (g)
3. Rue Antoine-Darquier (g)

## Histoire

### Moyen Âge
Au Moyen Âge, la rue des Fleurs dépend du capitoulat de Saint-Barthélémy. La rue est un chemin de ronde qui longe le vieux rempart gallo-romain, construit au début du Ier siècle, et son parcours en suit l'orientation sud-ouest/nord-est, depuis la place du Château (partie sud de l'actuelle place du Salin), dominée par le palais des comtes toulousains, le Château narbonnais. Elle est bordée de plusieurs tours, en particulier la tour de l'Aigle (emplacement de l'actuel no 12) et la tour de la Sénéchaussée (emplacement de l'actuel no 22 bis). La rue est mentionnée dans le Dictionnaire raisonné de l’architecture française du XIe au XVIe siècle d'Eugène Viollet-le-Duc, pour servir de limite au Château narbonnais.
À partir de la fin du XIIIe siècle, après la réunion du comté de Toulouse au domaine royal, l'administration royale se développe, et le Château narbonnais se retrouve trop petit. Progressivement, le côté sud de la rue est occupé par les bâtiments de la viguerie (emplacement de l'actuel no 2) et de la sénéchaussée (emplacement des actuels no 16 à 22 bis). Du côté nord de la rue, à l'entrée de la place du Château se trouve également la Maison de la Monnaie où est battue la monnaie toulousaine, et qui a deux issues dans la rue (emplacement des actuels no 1 et 5 bis).

### Période moderne
La population de la rue reste, du Moyen Âge jusqu'au XVIIIe siècle, assez mélangée. On trouve des hommes de loi attirés par la proximité du Parlement, établi au XVe siècle, en particulier des procureurs et des attachées à la cour, mais aussi quelques parlementaires. Les artisans sont également fort nombreux et on distingue des boutonniers, des chandeliers et des serruriers. Plusieurs marchands et des changeurs y ont également leur échoppe. On trouve même, au moins au XVIIe siècle, une hôtellerie à l'enseigne de la Ville de Lyon (actuels no 3 et 5).
Le renforcement de l'activité des parlementaires pousse cependant certaines administrations royales à quitter le quartier de la rue des Fleurs. En 1550, la tour de Montmaur, rue de Mirabel (emplacement de l'actuel no 17 rue de Rémusat), est achetée à Jacques Dayra Boysson, seigneur de Montmaur, pour y transférer le tribunal, le greffe et la prison de la sénéchaussée. Les bâtiments de la rue des Fleurs ne sont plus utilisés que comme résidence du sénéchal. En 1551, la viguerie est elle transférée au port de Viviers (emplacement de l'actuel port de la Daurade). Les bâtiments sont dès lors occupés par la chambre d'audience de la Table de marbre, juridiction supérieure en matière d'Eaux et Forêts.
Les constructions se poursuivent au XVIIe siècle (actuels no 3, 7, 9, 11 et 18) et au XVIIIe siècle (actuels no 1 bis, 5 et 16). L'hôtel Fajole (actuels no 13), construit en 1744 pour le conseiller au Parlement Jean-Claude-Anselme de Fajole, est caractéristique de ces hôtels particuliers bâtis pour les parlementaires toulousains.
En 1733, la Société des Sciences obtient de pouvoir utiliser une des tours de l'ancien rempart romain, la tour de la Porte-Neuve, à l'angle des actuels boulevard Carnot et rue Maurice-Fonvieille, pour y installer un observatoire. En 1751, la Société, érigée en académie, fait l'acquisition de l'hôtel et des jardins de l'ancienne Sénéchaussée (actuel no 20 bis). La même année, l'ingénieur et astronome François Garipuy, membre de l'Académie, fait installer son observatoire particulier dans la maison qu'il possède à proximité immédiate de l'hôtel de la Sénéchaussée (actuel no 16). Après sa mort, en 1782, les États de la province de Languedoc décident de racheter sa maison et en confient l'usage à l'académie des Sciences à partir de 1787.

### Époque contemporaine
La Révolution française, qui bouleverse radicalement l'administration du territoire, transforme l'activité de la rue des Fleurs. En 1790, le Parlement est supprimé, et avec lui les autres structures administratives et judiciaires de l'Ancien Régime. En 1828, les travaux de construction du nouveau palais de justice bouleversent également la partie ouest de la rue : cette année, plusieurs maisons sont achetées (anciens no 10-12) pour permettre l'édification de la Cour d'assises.
En 1790, l'Académie des sciences est fermées et ses propriétés – ancien hôtel de la Sénéchaussée et observatoire de Garipuy – sont saisies. En 1808, l'empereur Napoléon Ier décide de faire don de la maison de François Garipuy et de son observatoire, passés dans le domaine public depuis 1789, à la municipalité toulousaine. Celle-ci décide en 1839 la construction d'un nouvel observatoire au sommet de Jolimont : les travaux sont achevés en 1847 et l'observatoire de Garipuy abandonné. En 1853, les jésuites achètent l'hôtel de l'ancienne Sénéchaussée et plusieurs immeubles face à l'hôtel Fajole pour faire construire une église (actuel no 22 bis), un séminaire et un noviciat (actuel no 22), sur les plans de l'architecte Henri Bach. Après l'exclusion des congrégations religieuses de l'enseignement en 1880, l'église et le noviciat ferment leurs portes. Les locaux sont utilisés pendant la Première Guerre mondiale comme hôpital géré par le service de santé militaire. Le noviciat est finalement rouvert en 1920, avant d'être transformé pour accueillir le collège Saint-Stanislas en 1929.

## Lieux et bâtiments remarquables

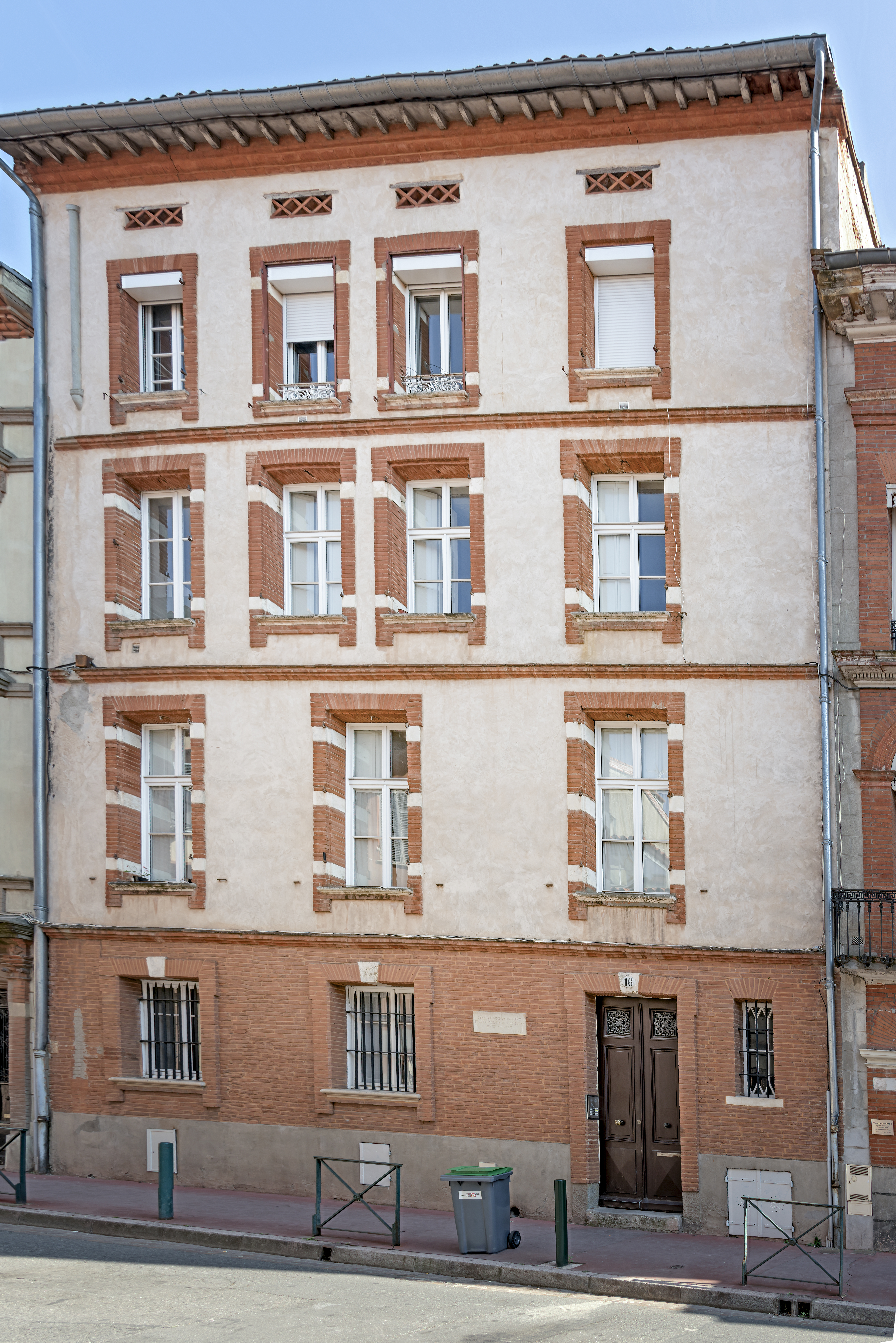
No 16 maison et observatoire de François Garipuy

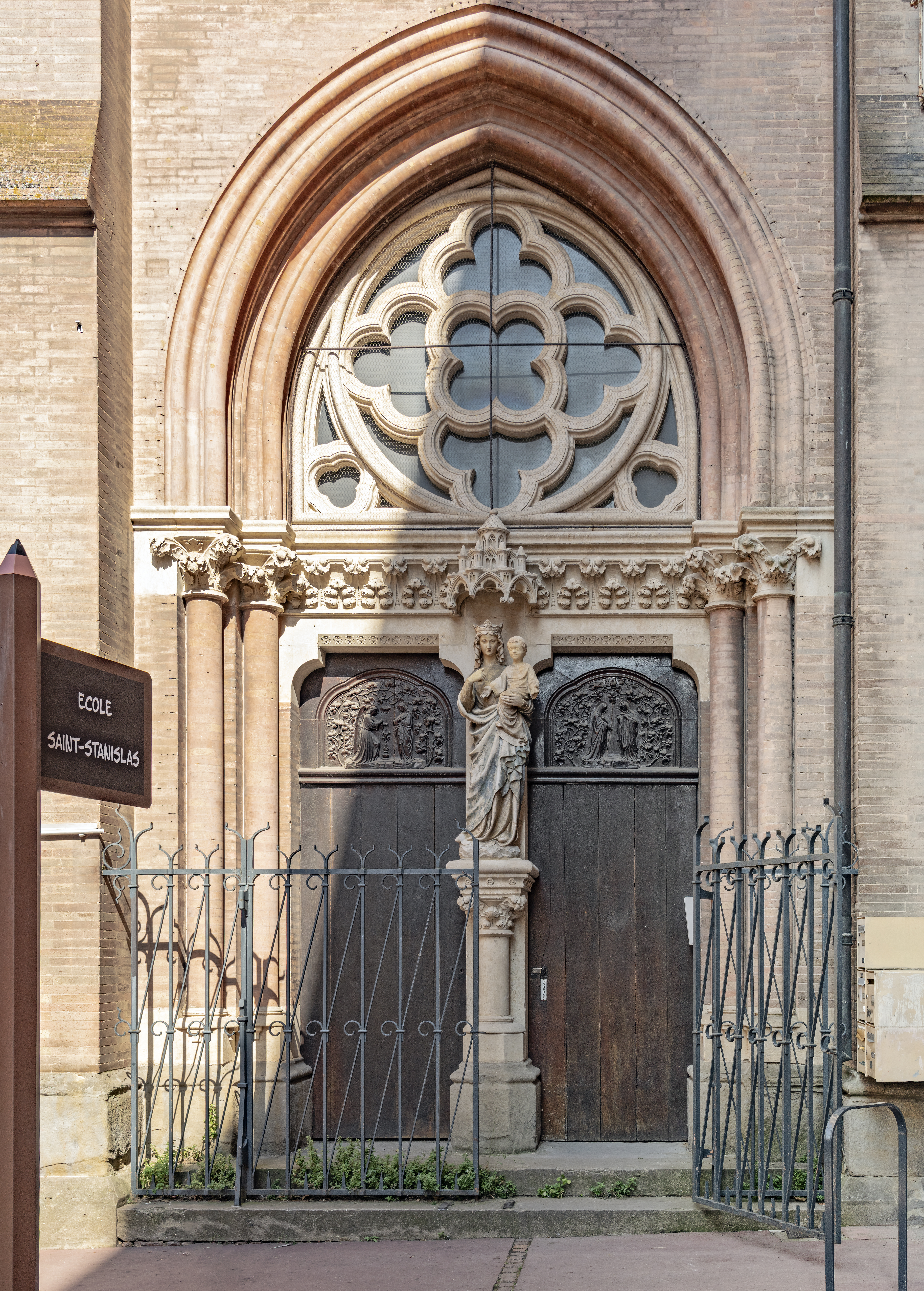
No 22 bis l'entrée de l'église du Gésu

- no  1 : emplacement de l'hôtel de la Monnaie de Toulouse. 
L'hôtel de la Monnaie, où étaient frappées les monnaies, était installé sur l'emplacement de cet immeuble. L'hôtel, supprimé en 1837, est détruit quelques années après 1857. L'immeuble actuel a été construit en 1971[11].

- no  2 : emplacement de la viguerie, puis de la chambre d'audience de la Table de marbre ; Cour d'assises.

- no  3 : immeuble. 
Cet immeuble, qui date du XVIIe siècle, a été profondément remanié au XIXe siècle. Il conserve cependant un oculus sculpté au-dessus de la porte[12].

- no  7 : immeuble. 
À la fin du XVIIe siècle, deux maisons voisines sont réunies pour former cet immeuble. La porte, une des fenêtres de la façade antérieure et l'escalier de la façade postérieure semblent dater de cette période. La porte est traitée de façon monumentale, encadrée de colonnes doriques et surmontée d'un blason avec le monogramme IHS, et d'une corniche. La fenêtre conserve un meneau décoré de motifs floraux. L'escalier consiste en une structure en pan de bois avec arcades en rez-de-chaussée, reposant sur une pile en marbre au départ. Les balustres de l'escalier se rapprochent de celles de l'hôtel d'Astorg[13].

- no  11 : immeuble. 
Dans la cour de cet immeuble du XVIIe siècle se trouverait un puits qui communiquait avec un ancien aqueduc romain qui recevait les eaux des rivières de Saint-Agne et de Sauzat qui descendaient des hauteurs de Pouvourville et de Pech David. Cet aqueduc fut utilisé pour alimenter et nettoyer le réseau d’égouts de la ville[4].

- no  13 : hôtel Fajole ; Maison de l'Avocat. 
Cet hôtel occupe toute la longueur de la rue entre la rue des Azes et la rue Darquier : il a d'ailleurs une entrée sur cette dernière. Le corps de bâtiment rue des Fleurs a été construit en 1744 pour le conseiller au Parlement Jean-Claude-Anselme de Fajole et présente une façade régulière de douze travées dans le style classique. La porte cochère, au centre de la façade, est surmontée d'un mascaron sculpté. Au premier étage, les agrafes des fenêtres de la façade sur rue, comme celles de la façade sur cour, sont ornées de motifs végétaux[14]. L'hôtel abrite aujourd'hui la Maison de l'Avocat de Toulouse et l'ordre des avocats à la cour d'appel.

- no  16 : maison et observatoire de François Garipuy. 
Cet immeuble de trois étages carrés, avec comble en surcroît, est construit au XVIIIe siècle : il conserve d'ailleurs sa belle façade classique. À l'arrière du bâtiment, qui s'appuyait sur le rempart de l'enceinte romaine, l'ingénieur et astronome François Garipuy, membre de l'Académie des sciences, fit construire un observatoire particulier en 1751. Il est considéré comme le fondateur de l'Observatoire de Toulouse et il est à l'origine du foisonnement qui saisit la ville dans le domaine de l'astronomie au XVIIIe siècle[15]. En arrière de cet immeuble se trouvaient les jardins de la Sénéchaussée, qui servirent de jardin botanique à l'Académie des sciences à partir de 1751[4].

- no  18 : immeuble. 
Cet immeuble est construit au XVIIe siècle. Il a été la résidence à François Astre, membre de l'Académie des sciences[16]. En arrière de cet immeuble se trouvaient les jardins de la Sénéchaussée, qui servirent de jardin botanique à l'Académie des sciences à partir de 1751[4].

- N°22 en 2021no  20 bis-22 : emplacement de l'hôtel de la Sénéchaussée ; séminaire jésuite ; école privée Saint-Stanislas. 
En 1853, les jésuites achètent l'hôtel de l'ancienne Sénéchaussée, qui s'appuyait sur les vestiges de l'ancien rempart romain, pour en démolir l'ensemble et construire une église, un séminaire et un noviciat : c'est ce dernier bâtiment qui occupe l'actuel no 22. Il est construit à partir de 1854 par l'architecte de la Ville Henri Bach. À la suite de l'exclusion des congrégations religieuses de l'enseignement en 1880, l'église et le noviciat ferment leurs portes. Les locaux sont utilisés pendant la Première Guerre mondiale comme hôpital complémentaire 31 géré par le service de santé militaire avec l'aide d'infirmières religieuses et de la Croix-Rouge. Le noviciat est finalement rouvert en 1920, avant d'être transformé pour accueillir le collège Saint-Stanislas en 1929. En 1935 l'école Maintenon est réservée pour le Secours aux Blessés militaires (Croix-Rouge) en tant qu'hôpital de 100 lits[17].
Le bâtiment présente une élévation ordonnancée qui, du côté de la rue des Fleurs, se développe sur quatre niveaux. Elle est symétrique et s'organise autour d'une travée centrale, soulignée deux grands pilastres, qui se termine par des chapiteaux sous le fronton triangulaire d'une lucarne. Les doubles fenêtres en plein cintre, aux trois étages, rappellent les baies médiévales. Le rez-de-chaussée est rythmé par de grandes arcades en plein cintre, cinq de chaque côté de la travée centrale. Une porte piétonne surmontée d'un linteau sculpté du monogramme IHS est placée dans la seconde arcade, plus vaste que les autres[18].

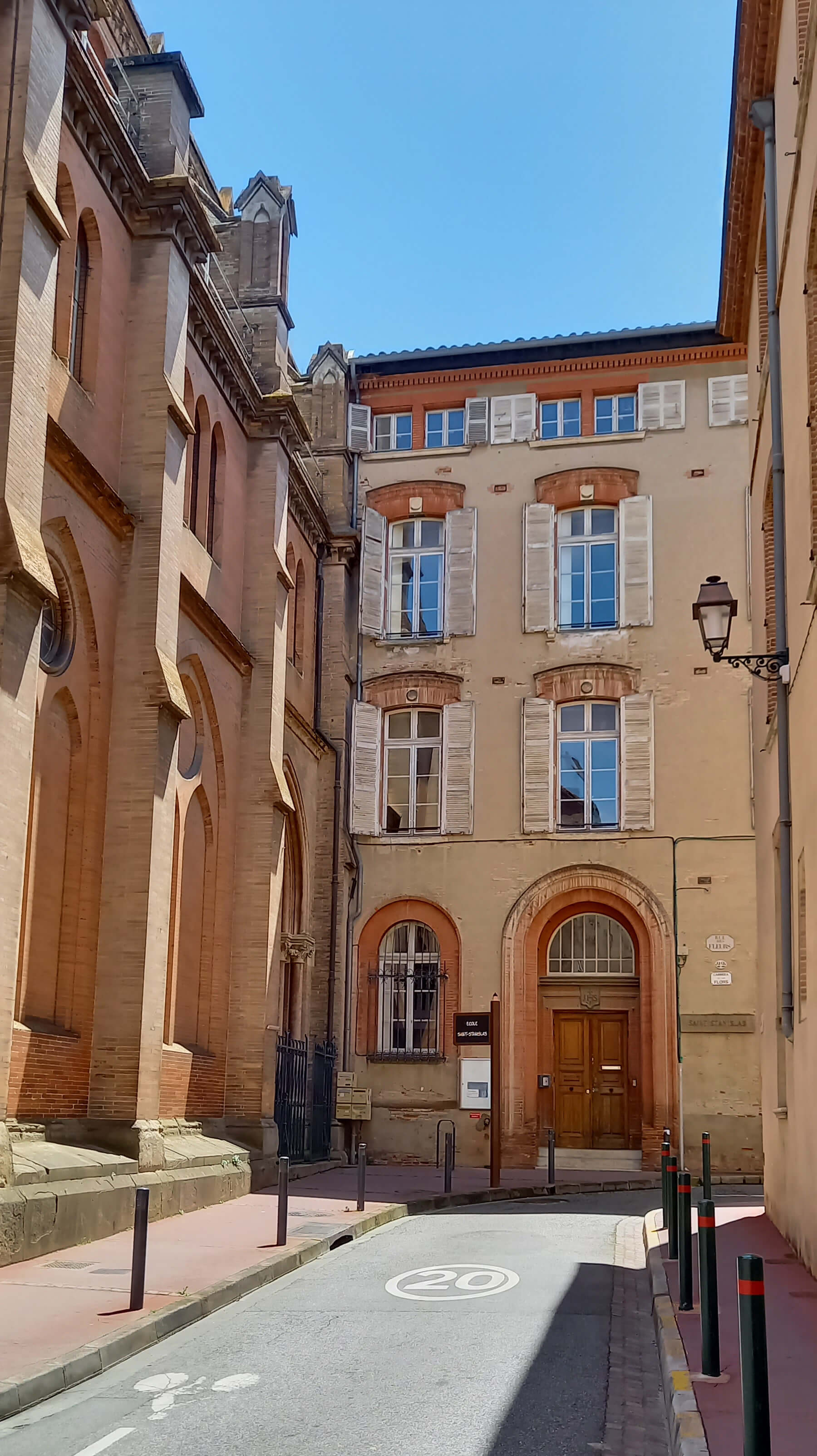
N°22 en 2021

- no  22 bis : emplacement de l'hôtel de la Sénéchaussée ; église du Gésu.  Inscrit MH (1994, église, ainsi que les vitraux et le décor intérieur)[19].